# Paloemeu (rivier)

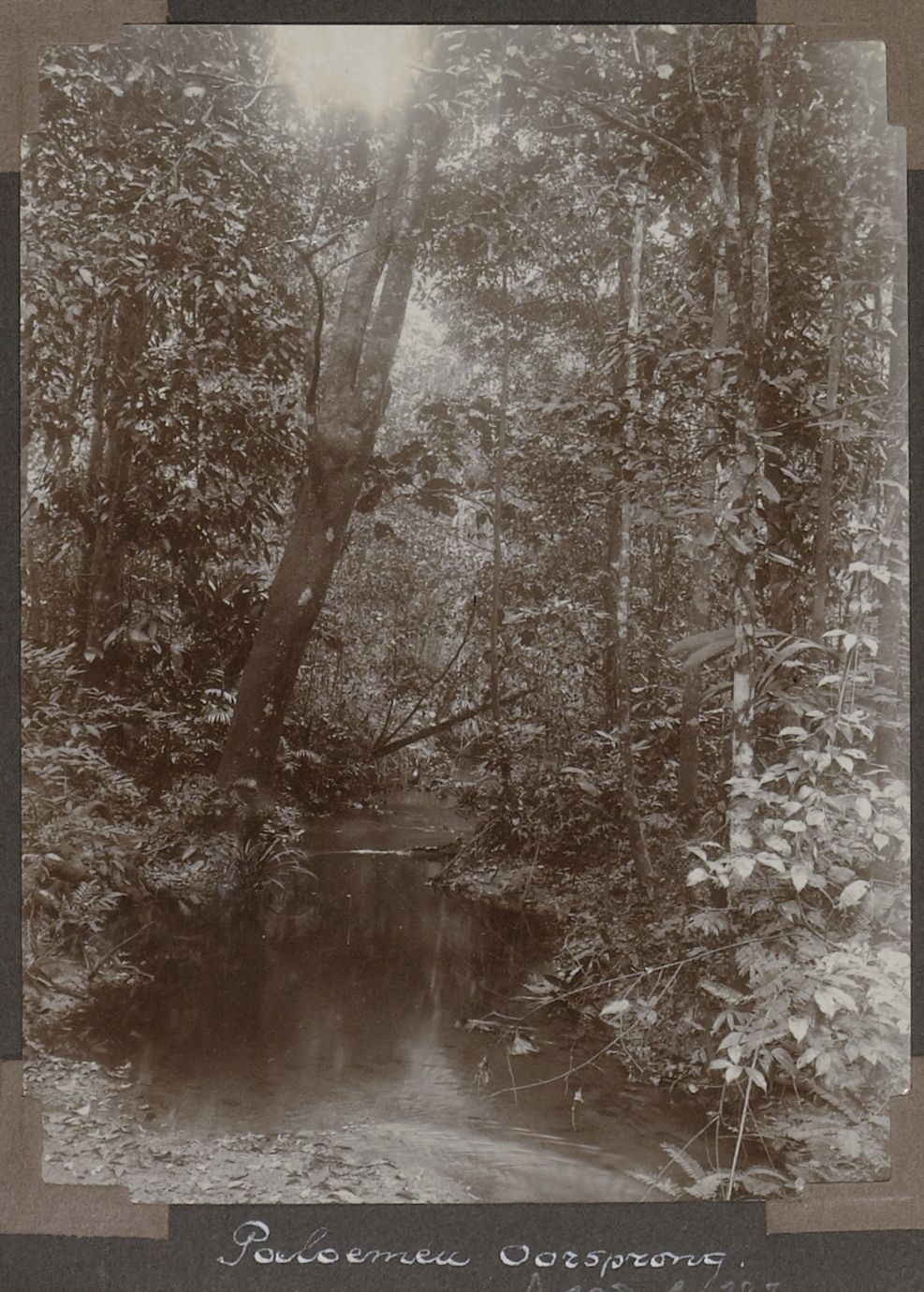
De bron van de Paloemeu (1904)

De Paloemeu is een rivier in Suriname. De rivier ligt in het district Sipaliwini, in het ressort Tapanahony. De Paloemeu is een zeer grillige rivier die veel bochten, kleine eilandjes en stroomversnellingen kent. Vanaf de bron baant de Paloemeu zich in noordelijke richting een weg door het dunbevolkte regenwoud, slechts nu en dan vindt men kleine dorpen aan de oevers van de rivier die meestal door Trio-indianen bewoond zijn. Door de samenvloeiing van de Paloemeurivier met de Boven-Tapanahony ontstaat de Tapanahonyrivier. Op de plaats waar de rivieren samenkomen ligt het gelijknamige inheemse dorp Paloemeu waar zowel het Trio- als het Wayana-volk samenwonen.
In 1904 was de rivier voor de eerste keer verkend door de Tapanahony-expeditie en was de bron van de rivier bepaald. Tijdens de Toemoekhoemak-expeditie van 1908 is de rivier nogmaals bezocht, omdat de grens met Brazilië zou worden bepaald door de waterscheiding van de Amazone en de Guyana's, en het was bekend dat de Paloemeu zijn bron had in het Toemoek-Hoemakgebergte. Aan de rivier wonen inheemse Trio en Wayana. Aan de andere kant van de bergen bevindt zich de bron van de Parurivier die later samenvloeit met de Amazone. Langs de Paru wonen tevens inheemse aan de Wayana verwante Aparai.